# Yerásimos Yakoumátos
Yerásimos Yakoumátos (grec moderne : Γεράσιμος Γιακουμάτος), né le 15 février 1949 à Athènes, est un homme politique grec.

## Biographie
Aux élections législatives grecques de janvier 2015, il est élu député au Parlement grec sur la liste de la Nouvelle Démocratie dans la deuxième circonscription d'Athènes.